# R158-as busz (Budapest)
A budapesti R158-as jelzésű autóbusz a Széll Kálmán tér és Zugliget, Libegő között közlekedik. A viszonylatot a Budapesti Közlekedési Zrt. üzemelteti. A járat kizárólag az Libegők éjszakája rendezvény idején közlekedik.

## Története
2019. június 1-jétől szeptember 29-éig hétvégenként R158-as jelzésű autóbusz közlekedett a Széll Kálmán tér és a zugligeti libegő között. A járaton első ajtós felszállási rend érvényes, és normál díjszabás szerint vehető igénybe. A két végállomás közti megállókban csak leszállási szándék esetén állt meg. 2019. október 19-én sűrített menetrenddel indították el az éjszakai libegő rendezvény miatt.
2020. március 15-én, augusztus 29-én és szeptember 26-án újra közlekedett. A 2022. július 16-án megrendezett VI. Libegők Éjszakája rendezvény idején is közlekedett az R158-as busz, azonban a köztes megállóhelyeket nem érintette. 2022. szeptember 10-én a VII. Libegők Éjszakája rendezvény idején is közlekedett a retrójárat. 2023. július 15-én a VIII. Libegők Éjszakája rendezvény idején is közlekedett a retrójárat. A megszokott járműkiadás mellett egy Ikarus 263-as szóló autóbusz is közlekedett a vonalon.
2024. július 14. és szeptember 15. között csak vasárnaponként közlekedik. A Libegők Éjszakája rendezvényhez kapcsolódva kivételesen már július 13-án, szombat délután 17 órakor elindulnak a buszok.
2024. szeptember 8-án először ment Ikarus 405 (AAIK-405) az r158-ason, valamint egy magántulajdonban levő, alacsonypadlós Ikarus 405 (LPZ-954) is.

## Útvonala
| Zugliget, Libegő felé |
| Széll Kálmán tér M vá. – Széll Kálmán tér – Szilágyi Erzsébet fasor – Budakeszi út – Zugligeti út – Zugliget, Libegő vá. |
| Széll Kálmán tér felé |
| Zugliget, Libegő vá. – Zugligeti út – Budakeszi út – Szilágyi Erzsébet fasor – Széll Kálmán tér – Széll Kálmán tér M vá. |

## Megállóhelyei
| 0  | Széll Kálmán tér M végállomás | 11 | 4, 6, 17, 56A, 59, 61 5, 16, 16A, 21, 21A, 22, 22A, 39, 91, 102, 128, 129, 139, 140, 140A, 149, 155, 222 783, 784, 785, 786, 787, 795 |
| 12 | Zugliget, Libegő végállomás   | 0  | 291 Libegő |